# もう牛を食べても安心か
『もう牛を食べても安心か』（もううしをたべてもあんしんか）は、分子生物学者、福岡伸一の著書である。2004年12月、文春新書から発刊された。狂牛病の現状を解説しながら生物のシステムについてと、研究史について解説した書物である。福岡の最初の新書であり、第1回の科学ジャーナリスト賞を受賞した。